# Etapatelecom
Etapatelecom es una compañía de telefonía fija de Ecuador, y desde finales del 2009, bajo el control de ETAPA. Opera los servicios de telefonía fija y servicio de internet.
La compañía Etapatelecom S.A. fue establecida originalmente como Etapaonline, pero cambió su razón social cuando entró a operar telefonía fija en cantones de la provincia de Azuay.
Su imagen corporativa consiste en un círculo que encierra las letras E y T en cursiva.

## Historia
Etapatelecom, se creó durante la Administración del Alcalde Fernando Cordero Cueva (Corcho Cordero) como una compañía autónoma en el año 2002 en base al aporte accionario de la Empresa Pública Municipal de Telecomunicaciones, Agua Potable, Alcantarillado y Saneamiento Ambiental de Cuenca, ETAPA, para así ampliar sus servicios de telefonía e internet y además alcanzar nuevos lugares y cliente, debido a que ETAPA solo puede operar en la ciudad de Cuenca.
Etapatelecom pronto se expandió a otros cantones de la provincia del Azuay para luego expandirse a ciudades como Quito y Guayaquil.

### Pérdidas monetarias y fusión
Con la llegada en el año 2009 de la nueva administración del Alcalde Paúl Granda, este anunció que la empresa tenía gigantescas pérdidas causadas por un mal manejo de las administraciones anteriores del Arq. Fernando Cordero Cueva y del Ing. Marcelo Cabrera.
Para mediados del año se conformó una comisión que determinó que las pérdidas de la empresa sumaban cerca de USD $10.000.000 de dólares, y que no había cumplido con los planes originales de la empresa.
Como solución se decidió que la empresa se fusionase con su accionista mayoritario, ETAPA, y que este asumiese USD $4.000.000 de dólares de las pérdidas.